# Assignan
Assignan (en occitan Assinhan) est une commune française située dans le sud-ouest du département de l'Hérault, en région Occitanie.
Exposée à un climat méditerranéen, elle est drainée par la rivière de Quarante, le ruisseau d'Aymes, le ruisseau de Touloubre et par deux autres cours d'eau. La commune possède un patrimoine naturel remarquable : deux sites Natura 2000 (les « causses du Minervois » et le « Minervois ») et trois zones naturelles d'intérêt écologique, faunistique et floristique.
Assignan est une commune rurale qui compte 168 habitants en 2022. Ses habitants sont appelés les Assignanais et Assignanaises.

## Géographie

### Communes limitrophes
Les communes limitrophes sont  Babeau-Bouldoux, Bize-Minervois, Pardailhan, Saint-Chinian, Saint-Jean-de-Minervois et Villespassans.
La commune est limitrophe du département de l'Aude.
| Pardailhan              | Babeau-Bouldoux       | Saint-Chinian |
| Saint-Jean-de-Minervois | Assignan              |               |
|                         | Bize-Minervois (Aude) | Villespassans |

### Climat
Pour des articles plus généraux, voir Climat de l'Occitanie et Climat de l'Hérault.
En 2010, le climat de la commune est de type climat méditerranéen franc, selon une étude s'appuyant sur une série de données couvrant la période 1971-2000. En 2020, Météo-France publie une typologie des climats de la France métropolitaine dans laquelle la commune est exposée à un climat méditerranéen et est dans la région climatique Provence, Languedoc-Roussillon, caractérisée par une pluviométrie faible en été, un très bon ensoleillement (2 600 h/an), un été chaud (21,5 °C), un air très sec en été, sec en toutes saisons, des vents forts (fréquence de 40 à 50 % de vents > 5 m/s) et peu de brouillards.
Pour la période 1971-2000, la température annuelle moyenne est de 13,5 °C, avec une amplitude thermique annuelle de 15,7 °C. Le cumul annuel moyen de précipitations est de 766 mm, avec 7,6 jours de précipitations en janvier et 3,1 jours en juillet. Pour la période 1991-2020, la température moyenne annuelle observée sur la station météorologique la plus proche, située sur la commune de Saint-Jean-de-Minervois à 4,8 km à vol d'oiseau, est de 15,1 °C et le cumul annuel moyen de précipitations est de 751,8 mm,. Pour l'avenir, les paramètres climatiques de la commune estimés pour 2050 selon différents scénarios d'émission de gaz à effet de serre sont consultables sur un site dédié publié par Météo-France en novembre 2022.

### Milieux naturels et biodiversité

#### Réseau Natura 2000

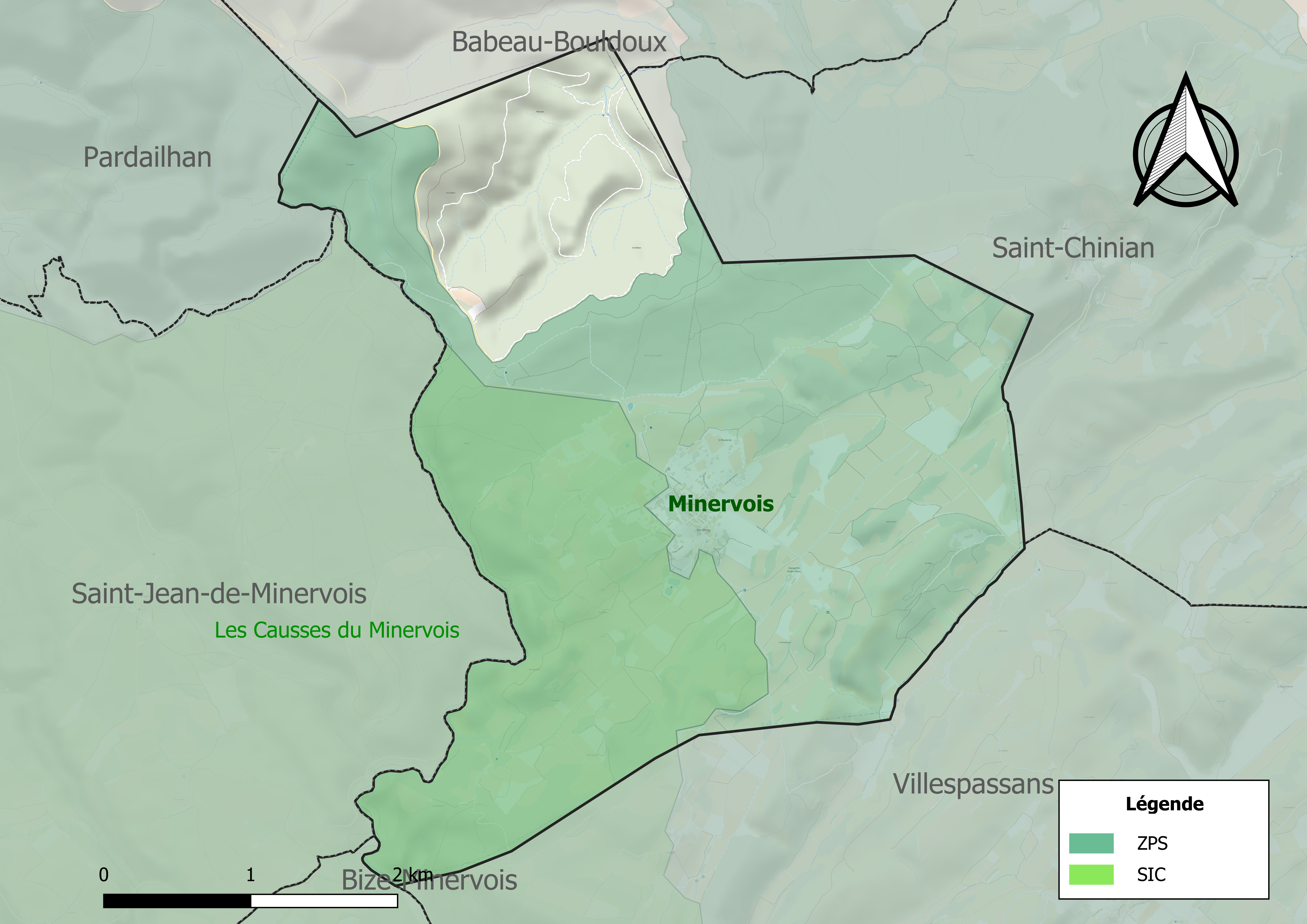
Site Natura 2000 sur le territoire communal.

Le réseau Natura 2000 est un réseau écologique européen de sites naturels d'intérêt écologique élaboré à partir des directives habitats et oiseaux, constitué de zones spéciales de conservation (ZSC) et de zones de protection spéciale (ZPS).
Un site Natura 2000 a été défini sur la commune au titre de la directive habitats :
- « les causses du Minervois », d'une superficie de 21 805 ha, importants pour la conservation des gîtes et zones de chasse des chauves-souris cavernicoles que sont le Rhinolophe euryale, le Minioptère de Schreibers et le Murin de Capaccini[10]

et un au titre de la directive oiseaux : 
- le « Minervois », d'une superficie de 24 820 ha, retenu pour la conservation de rapaces de l'annexe I de la directive Oiseaux, en particulier l'Aigle de Bonelli et l'Aigle royal. Mais le Busard cendré, le Circaète Jean-le-Blanc et le Grand-Duc sont également des espèces à enjeu pour ce territoire[11].

#### Zones naturelles d'intérêt écologique, faunistique et floristique
L’inventaire des zones naturelles d'intérêt écologique, faunistique et floristique (ZNIEFF) a pour objectif de réaliser une couverture des zones les plus intéressantes sur le plan écologique, essentiellement dans la perspective d’améliorer la connaissance du patrimoine naturel national et de fournir aux différents décideurs un outil d’aide à la prise en compte de l’environnement dans l’aménagement du territoire.
Une ZNIEFF de type 1 est recensée sur la commune :
les « gorges de Barroubio » (429 ha), couvrant 3 communes du département et deux ZNIEFF de type 2, : 
- le « Haut Minervois » (21 605 ha), couvrant 26 communes dont cinq dans l'Aude et 21 dans l'Hérault[14] ;
- les « Vignes du Minervois » (9 972 ha), couvrant 13 communes du département[15].

Carte des ZNIEFF de type 1 et 2 à Assignan.
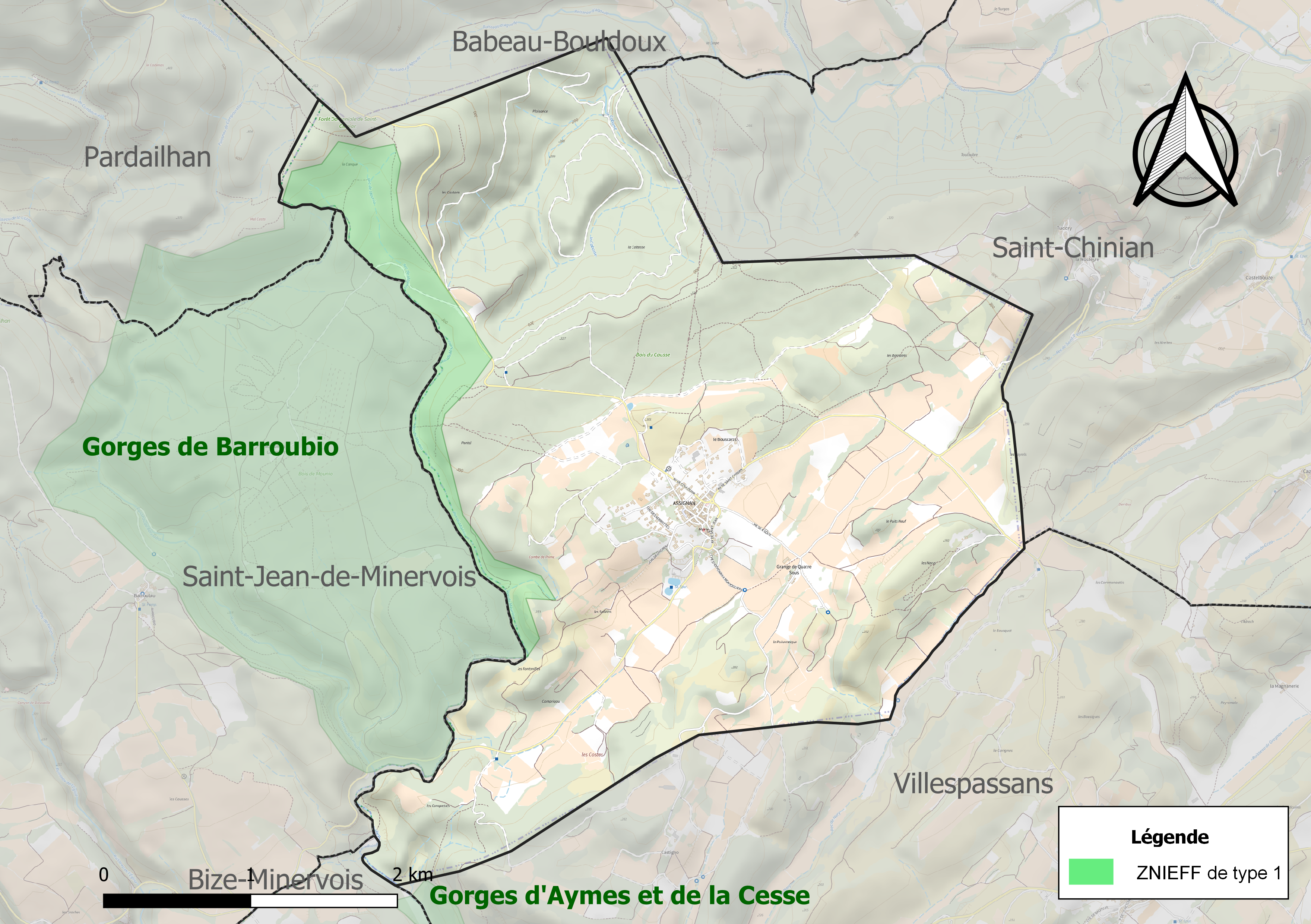
Carte de la ZNIEFF de type 1 sur la commune.
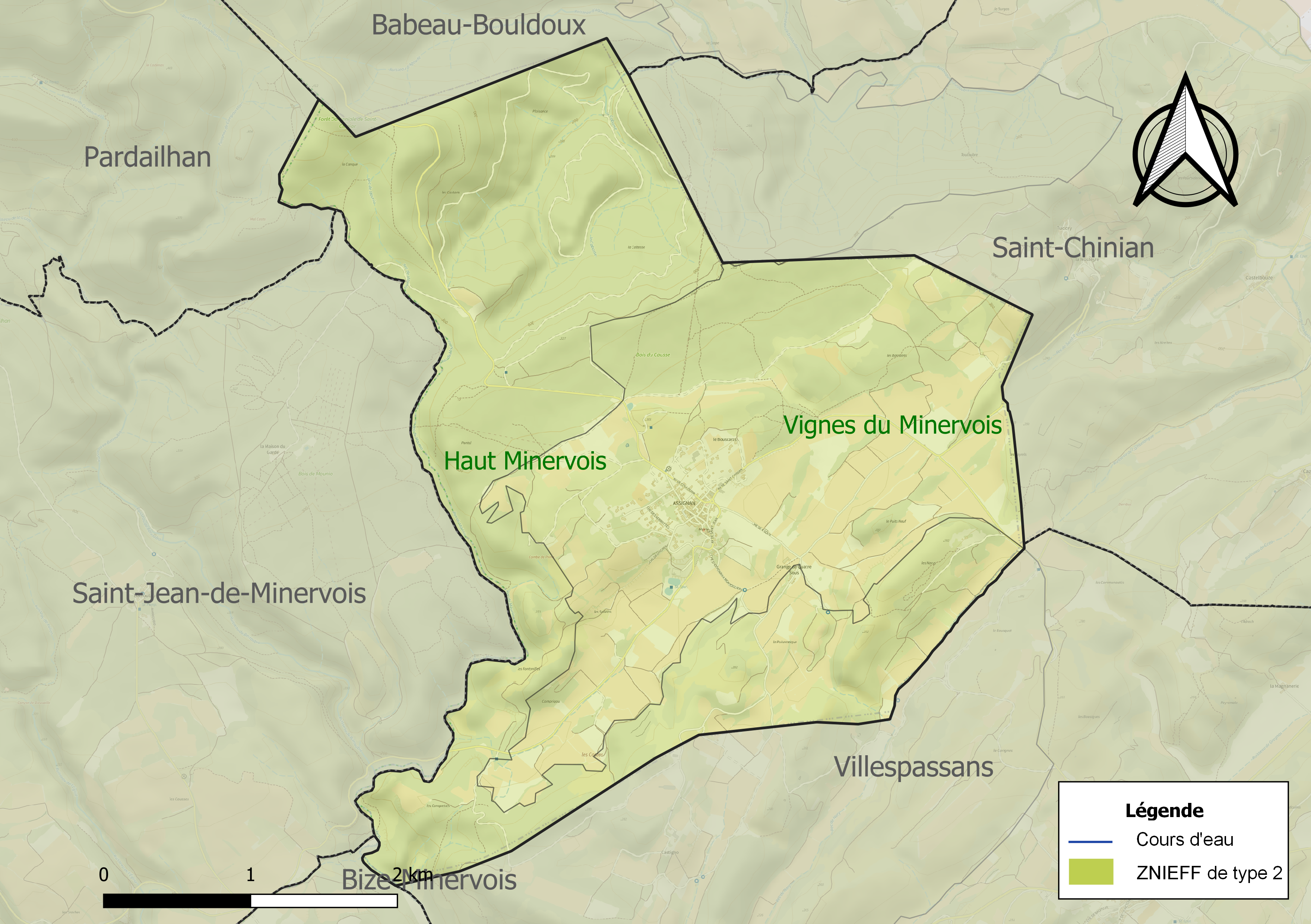
Carte des ZNIEFF de type 2 sur la commune.

## Urbanisme

### Typologie
Au 1er janvier 2024, Assignan est catégorisée commune rurale à habitat dispersé, selon la nouvelle grille communale de densité à sept niveaux définie par l'Insee en 2022.
Elle est située hors unité urbaine et hors attraction des villes,.

### Occupation des sols
L'occupation des sols de la commune, telle qu'elle ressort de la base de données européenne d’occupation biophysique des sols Corine Land Cover (CLC), est marquée par l'importance des forêts et milieux semi-naturels (57 % en 2018), en diminution par rapport à 1990 (61,5 %). La répartition détaillée en 2018 est la suivante : 
forêts (35,9 %), cultures permanentes (35,4 %), milieux à végétation arbustive et/ou herbacée (21,1 %), zones agricoles hétérogènes (4,5 %), zones urbanisées (3,1 %). L'évolution de l’occupation des sols de la commune et de ses infrastructures peut être observée sur les différentes représentations cartographiques du territoire : la carte de Cassini (XVIIIe siècle), la carte d'état-major (1820-1866) et les cartes ou photos aériennes de l'IGN pour la période actuelle (1950 à aujourd'hui).

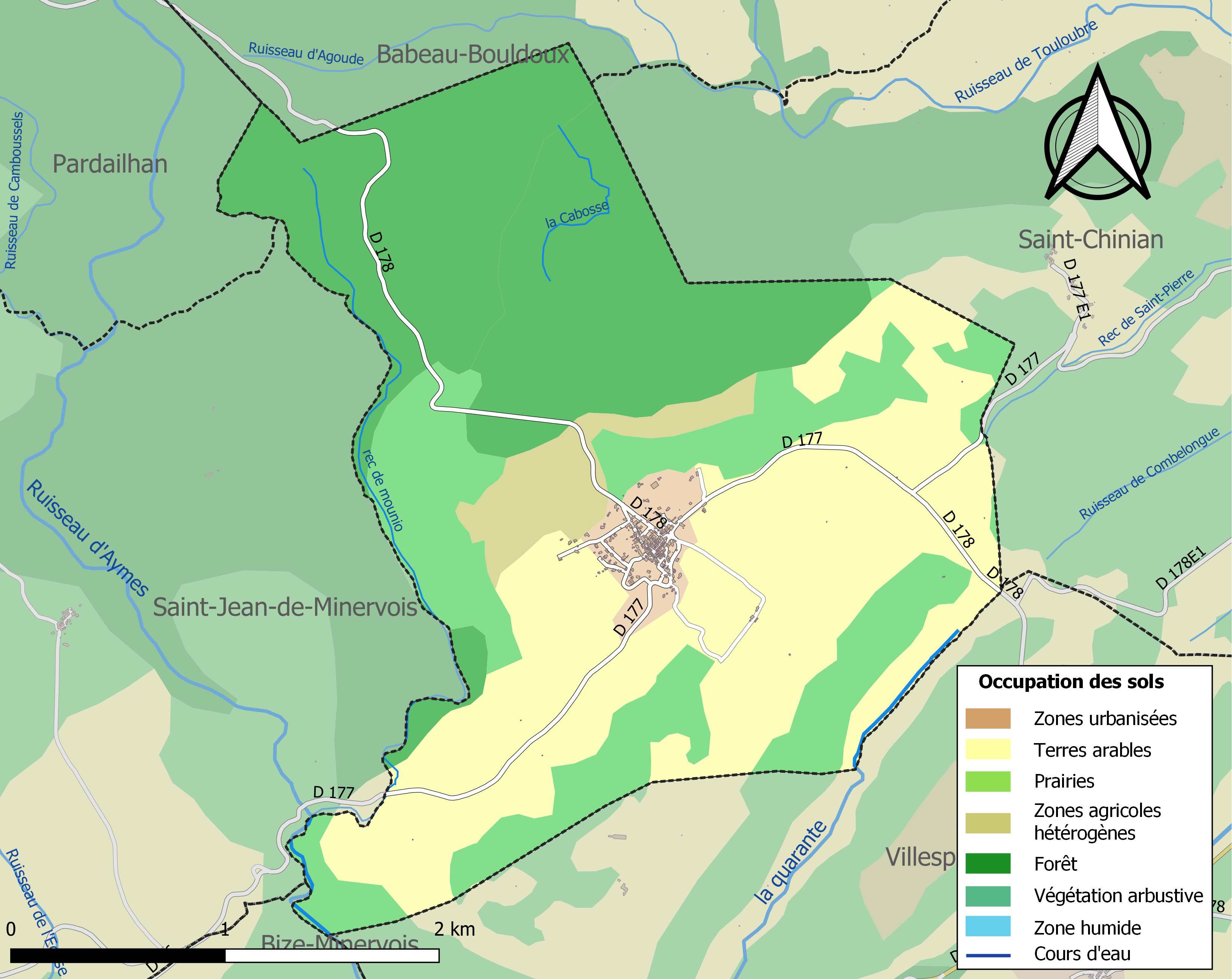
Carte des infrastructures et de l'occupation des sols de la commune en 2018 (CLC).

### Risques majeurs
Le territoire de la commune d'Assignan est vulnérable à différents aléas naturels : météorologiques (tempête, orage, neige, grand froid, canicule ou sécheresse), feux de forêts et séisme (sismicité faible). Un site publié par le BRGM permet d'évaluer simplement et rapidement les risques d'un bien localisé soit par son adresse soit par le numéro de sa parcelle.
Assignan est exposée au risque de feu de forêt. Un plan départemental de protection des forêts contre les incendies (PDPFCI) a été approuvé en juin 2013 et court jusqu'en 2022, où il doit être renouvelé. Les mesures individuelles de prévention contre les incendies sont précisées par deux arrêtés préfectoraux et s’appliquent dans les zones exposées aux incendies de forêt et à moins de 200 mètres de celles-ci. L’arrêté du 25 avril 2002 réglemente l'emploi du feu en interdisant notamment d’apporter du feu, de fumer et de jeter des mégots de cigarette dans les espaces sensibles et sur les voies qui les traversent sous peine de sanctions. L'arrêté du 11 mars 2013 rend le débroussaillement obligatoire, incombant au propriétaire ou ayant droit,.

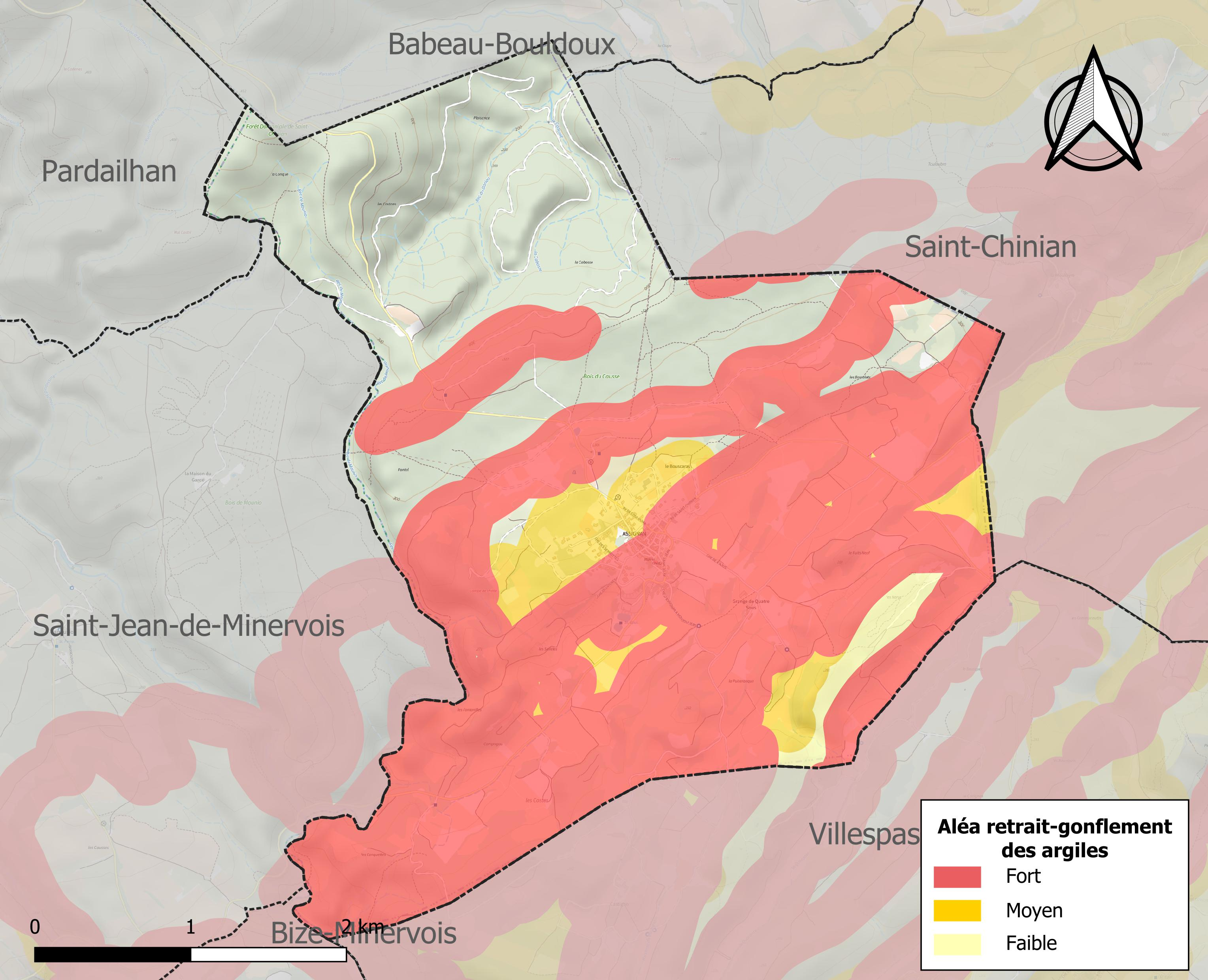
Carte des zones d'aléa retrait-gonflement des sols argileux d'Assignan.

Le retrait-gonflement des sols argileux est susceptible d'engendrer des dommages importants aux bâtiments en cas d’alternance de périodes de sécheresse et de pluie. 64,3 % de la superficie communale est en aléa moyen ou fort (59,3 % au niveau départemental et 48,5 % au niveau national). Sur les 172 bâtiments dénombrés sur la commune en 2019, 169 sont en aléa moyen ou fort, soit 98 %, à comparer aux 85 % au niveau départemental et 54 % au niveau national. Une cartographie de l'exposition du territoire national au retrait gonflement des sols argileux est disponible sur le site du BRGM,.
Par ailleurs, afin de mieux appréhender le risque d’affaissement de terrain, l'inventaire national des cavités souterraines permet de localiser celles situées sur la commune.
La commune a été reconnue en état de catastrophe naturelle au titre des dommages causés par les inondations et coulées de boue survenues en 1982, 1987, 1996 et 2018. 

## Toponymie
Le nom de la localité est attesté sous les formes Asinianum en 936, en 974, puis en 1271, in Aziniano vers 972, de Assinhano en 1271, Asigna en 1643.

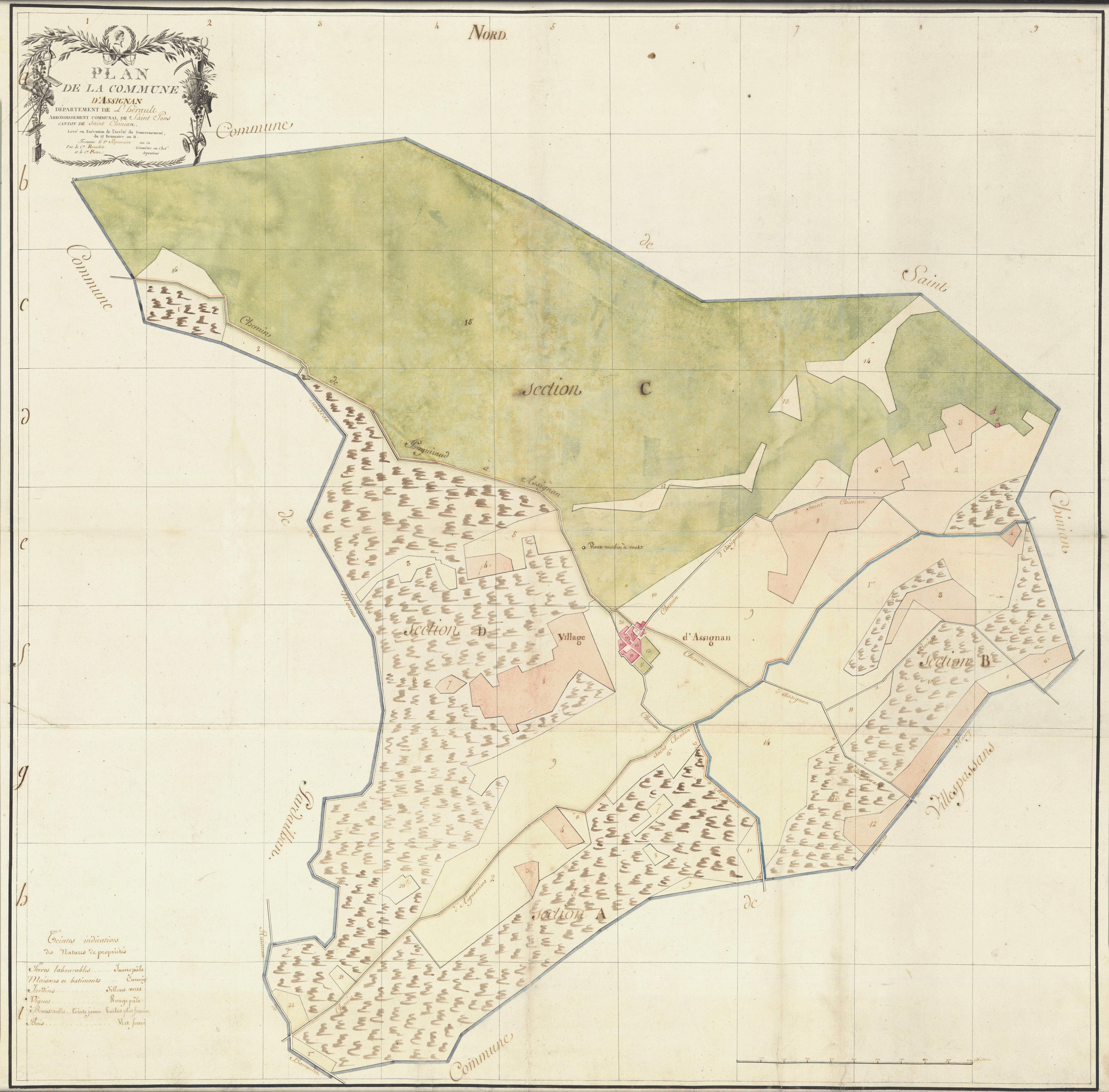
Plan par masse de culture (1804).

Domaine gallo-romain : gentilice latin Asinius + suffixe -anum.
Assinhan en occitan.

## Politique et administration
| Période                                  | Période                   | Identité          | Étiquette | Qualité                                  |
| ---------------------------------------- | ------------------------- | ----------------- | --------- | ---------------------------------------- |
| Les données manquantes sont à compléter. |                           |                   |           |                                          |
| 1947                                     | 1965                      | Jean Membrat      |           |                                          |
| 1965                                     | 1983                      | Jean-Paul Soulié  |           |                                          |
| 1983                                     | 1989                      | René Camman       |           |                                          |
| 1989                                     | mars 2014                 | Monique Estrabaut |           |                                          |
| mars 2014                                | mars 2020                 | Étienne Bourdel   | SE        | Agriculteur retraité                     |
| mars 2020                                | En cours (au 25 mai 2020) | Rémy Soulié,      |           | Exploitant viticole du domaine familial, |

## Démographie
L'évolution du nombre d'habitants est connue à travers les recensements de la population effectués dans la commune depuis 1793. Pour les communes de moins de 10 000 habitants, une enquête de recensement portant sur toute la population est réalisée tous les cinq ans, les populations de référence des années intermédiaires étant quant à elles estimées par interpolation ou extrapolation. Pour la commune, le premier recensement exhaustif entrant dans le cadre du nouveau dispositif a été réalisé en 2007.

En 2022, la commune comptait 168 habitants, en évolution de +2,44 % par rapport à 2016 (Hérault : +7,49 %, France hors Mayotte : +2,11 %).
| 1793 | 1800 | 1806 | 1821 | 1831 | 1836 | 1841 | 1846 | 1851 |
| ---- | ---- | ---- | ---- | ---- | ---- | ---- | ---- | ---- |
| 140  | 146  | 149  | 147  | 181  | 184  | 201  | 187  | 194  |

| 1856 | 1861 | 1866 | 1872 | 1876 | 1881 | 1886 | 1891 | 1896 |
| ---- | ---- | ---- | ---- | ---- | ---- | ---- | ---- | ---- |
| 178  | 193  | 204  | 215  | 221  | 258  | 243  | 246  | 262  |

| 1901 | 1906 | 1911 | 1921 | 1926 | 1931 | 1936 | 1946 | 1954 |
| ---- | ---- | ---- | ---- | ---- | ---- | ---- | ---- | ---- |
| 241  | 245  | 235  | 249  | 245  | 254  | 275  | 237  | 222  |

| 1962 | 1968 | 1975 | 1982 | 1990 | 1999 | 2006 | 2007 | 2012 |
| ---- | ---- | ---- | ---- | ---- | ---- | ---- | ---- | ---- |
| 196  | 162  | 118  | 117  | 145  | 168  | 181  | 183  | 164  |

| 2017 | 2022 | - | - | - | - | - | - | - |
| ---- | ---- | - | - | - | - | - | - | - |
| 162  | 168  | - | - | - | - | - | - | - |

## Économie

### Revenus
En 2018  (données Insee publiées en septembre 2021), la commune compte 73 ménages fiscaux, regroupant 151 personnes. La médiane du revenu disponible par unité de consommation est de 19 750 € (20 330 € dans le département).

### Emploi
|                | 2008   | 2013   | 2018  |
| -------------- | ------ | ------ | ----- |
| Commune        | 4,4 %  | 10 %   | 9,6 % |
| Département    | 10,1 % | 11,9 % | 12 %  |
| France entière | 8,3 %  | 10 %   | 10 %  |

En 2018, la population âgée de 15 à 64 ans s'élève à 93 personnes, parmi lesquelles on compte 71,3 % d'actifs (61,7 % ayant un emploi et 9,6 % de chômeurs) et 28,7 % d'inactifs,. Depuis 2008, le taux de chômage communal (au sens du recensement) des 15-64 ans est inférieur à celui de la France et du département.
La commune est hors attraction des villes,. Elle compte 52 emplois en 2018, contre 31 en 2013 et 33 en 2008. Le nombre d'actifs ayant un emploi résidant dans la commune est de 58, soit un indicateur de concentration d'emploi de 89,7 % et un taux d'activité parmi les 15 ans ou plus de 47,9 %.
Sur ces 58 actifs de 15 ans ou plus ayant un emploi, 35 travaillent dans la commune, soit 60 % des habitants. Pour se rendre au travail, 74,1 % des habitants utilisent un véhicule personnel ou de fonction à quatre roues, 19 % s'y rendent en deux-roues, à vélo ou à pied et 6,9 % n'ont pas besoin de transport (travail au domicile).

### Activités hors agriculture
16 établissements sont implantés  à Assignan au 31 décembre 2019.
Le secteur du commerce de gros et de détail, des transports, de l'hébergement et de la restauration est prépondérant sur la commune puisqu'il représente 62,5 % du nombre total d'établissements de la commune (10 sur les 16 entreprises implantées  à Assignan), contre 28 % au niveau départemental.

### Agriculture
|               | 1988 | 2000 | 2010 | 2020 |
| ------------- | ---- | ---- | ---- | ---- |
| Exploitations | 26   | 22   | 11   | 9    |
| SAU (ha)      | 262  | 223  | 151  | 141  |

La commune est dans le « Minervois », une petite région agricole occupant une petite partie du sud-ouest du département de l'Hérault. En 2020, l'orientation technico-économique de l'agriculture  sur la commune est la viticulture. Neuf exploitations agricoles ayant leur siège dans la commune sont dénombrées lors du recensement agricole de 2020 (26 en 1988). La superficie agricole utilisée est de 141 ha,,.

## Culture locale et patrimoine

### Lieux et monuments
- Église Saint-Pierre d'Assignan.

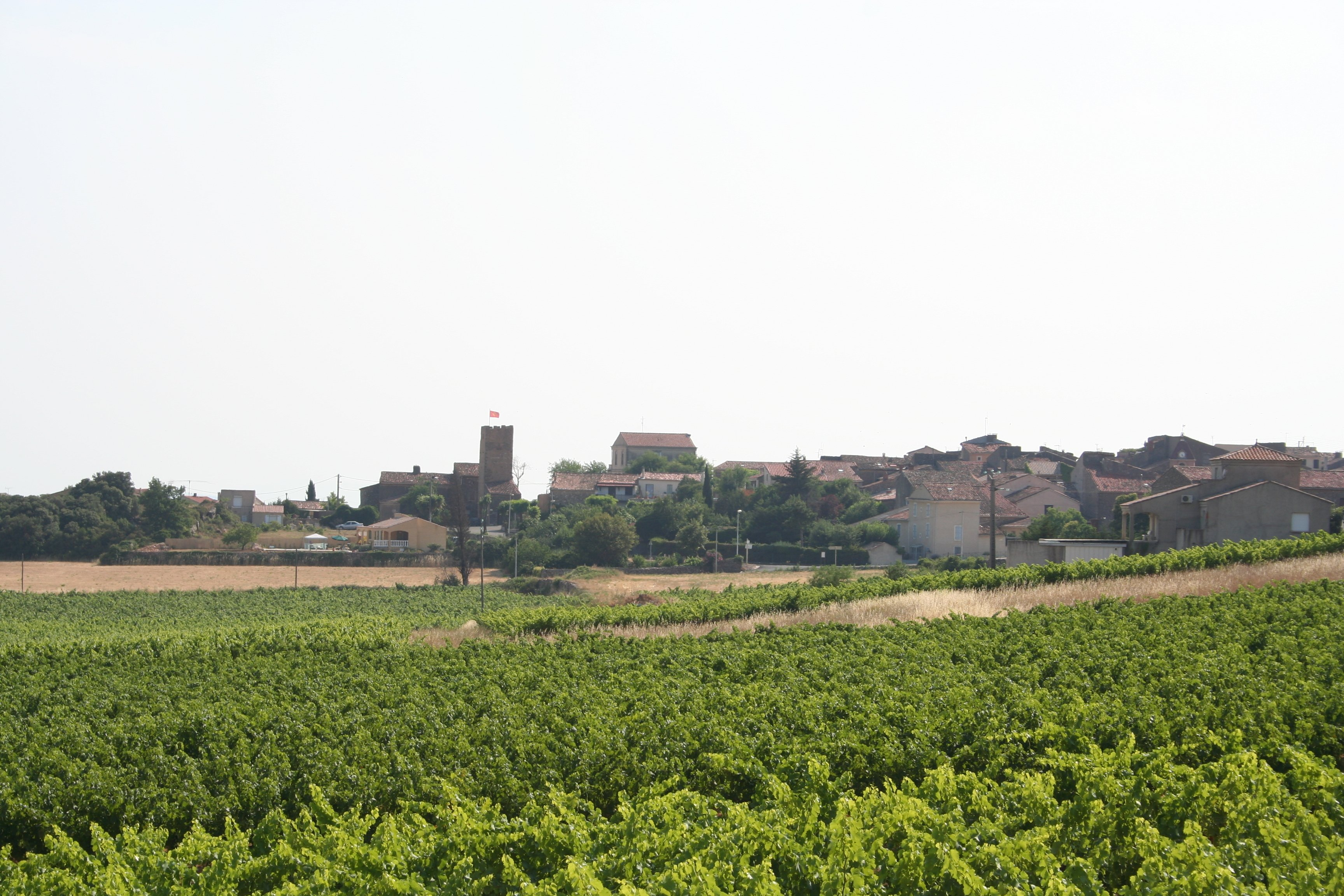
Vue d'ensemble.
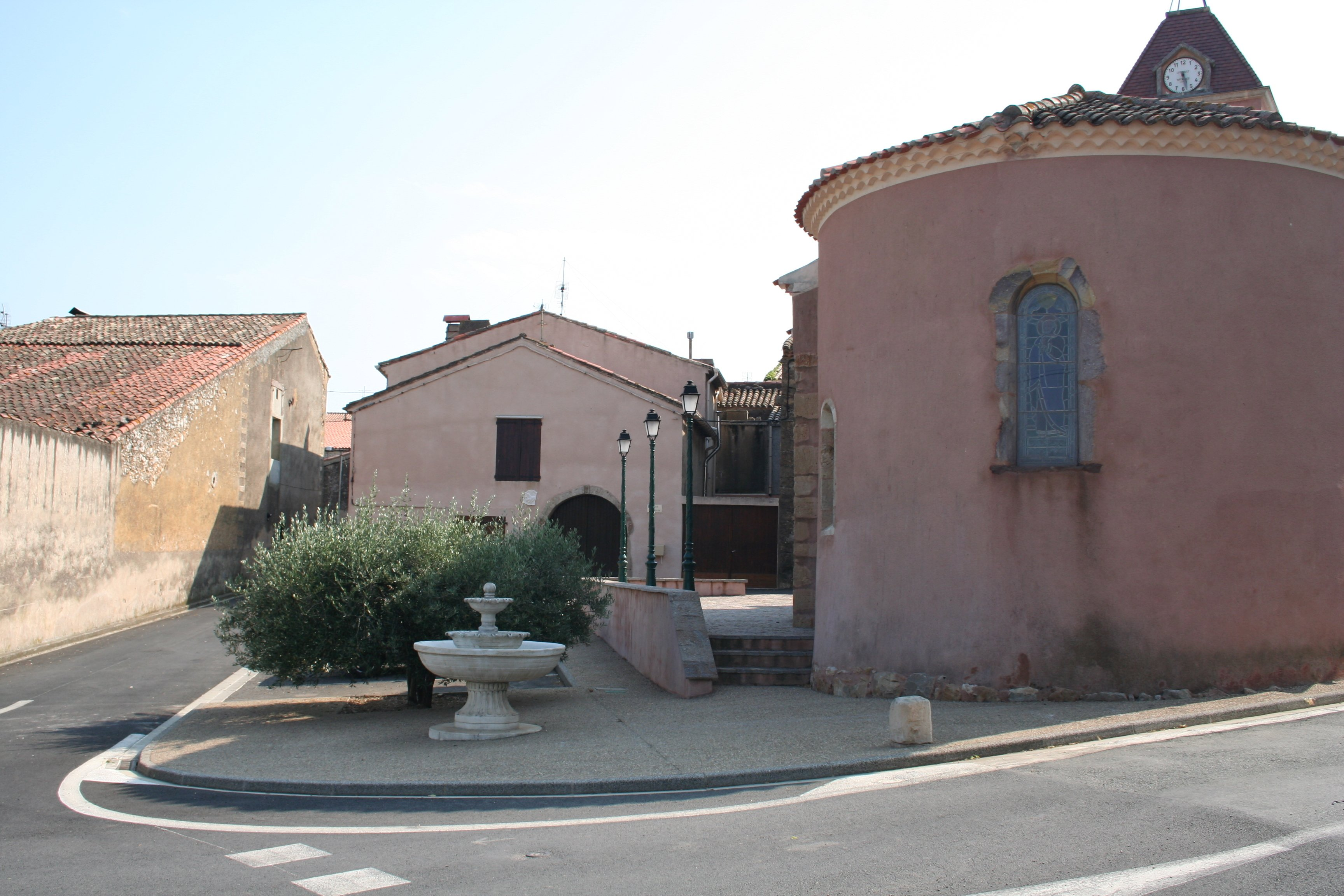
Place et église.
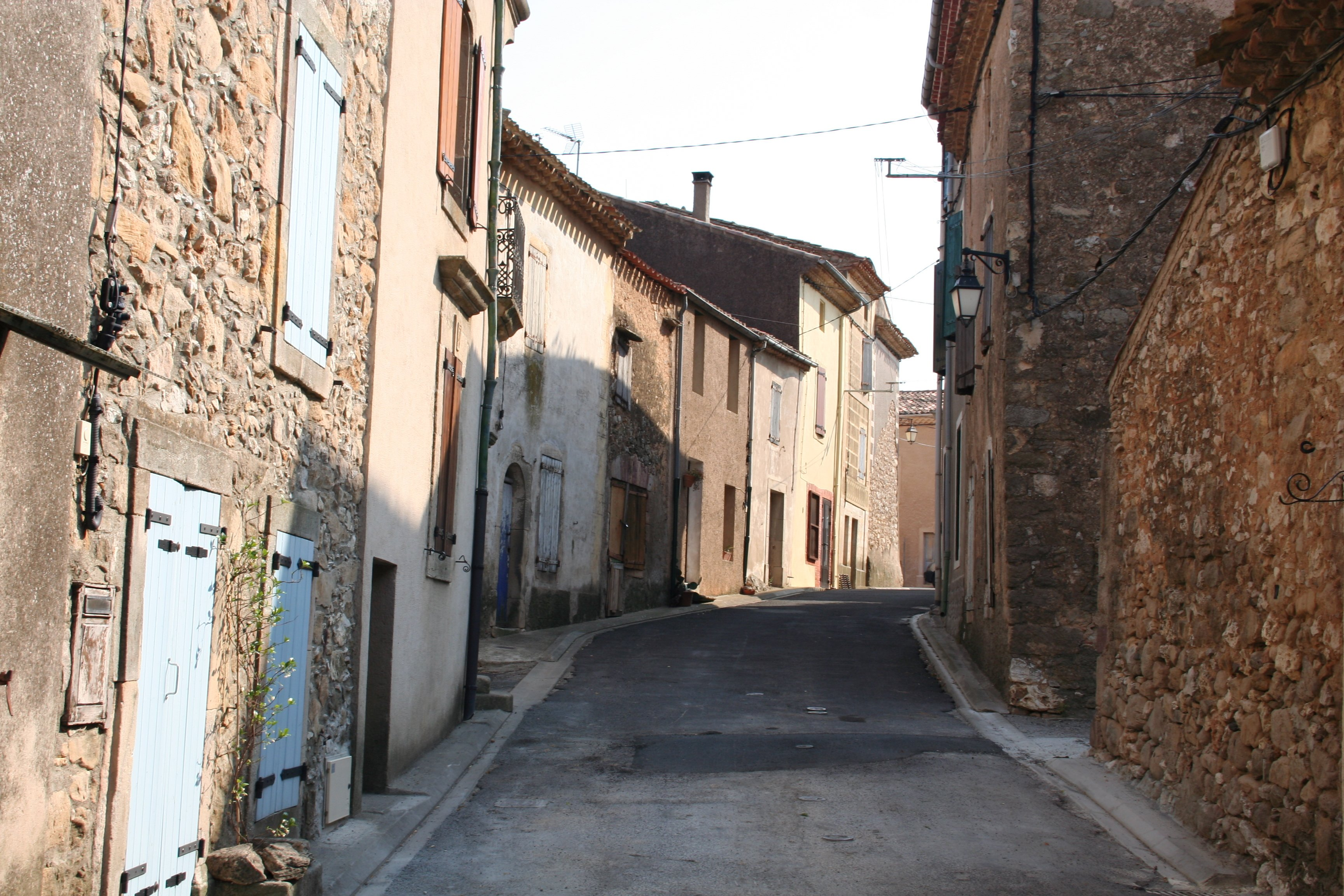
Ruelle d'Assignan.

### Personnalités liées à la commune
- Pierre Bourdel (1939-), footballeur professionnel ayant joué 379 matches avec l'Angers Sporting Club de l'Ouest, natif d'Assignan.

### Héraldique
| Blason de Assignan | Blason  | Écartelé : aux 1er et 4e d'azur à un lion d'or, armé, lampassé et couronné de gueules et au chef de gueules chargé de trois étoiles d'or, aux 2e et 3e d'or à trois aiglettes de sable. |
| Blason de Assignan | Détails | Armes de la famille de Brettes de Thurin. Le statut officiel du blason reste à déterminer.                                                                                              |